# Юрий Тинянов
Юрий Насонович Тинянов (на руски: Ю́рий Никола́евич (Насо́нович) Тыня́нов; 18 октомври 1894, гр. Режица (днес Резекне в Латвия), Витебска губерния, Руска империя – 20 декември 1943, Москва, СССР) – руски и съветски писател, драматург, литературовед и критик, един от представителите на ОПОЯЗ. Славата си Тинянов дължи на историческите си романи, а като литературовед – на развитието на идеята за литературна еволюция.

## Биография
Юрий Тинянов се ражда през 1894 г. в заможното еврейско семейство на лекаря Насон Аронович Тинянов и жена му Сора-Хаси Беровна Епщейн (София Борисовна Тинянова). Юрий има по-голям брат, Лев, и по-малка сестра, Лидия.
Втори братовчеди (по майчина линия) са му филологът Виктор Жирмунски, музикалният педагог, виолончелист и професор в Токийската консерватория Константин Шапиро (1896 – 1992) и филологът романист Яков Малкиел.
Когато е още съвсем малък, семейството се премества в Псков, където баща му, доктор Тинянов, работи в районната болница. Юрий учи в Псковската гимназия (1904 – 1912, завършва със сребърен медал), където сред съучениците и приятелите му са Лев Зилбер, Август Летавет, Ян Озолин и Борис Лепорски.
Завършва историко-филологическия факултет на Петроградския университет (1912 – 1918).
В студентските си години участва в работата на Пушкиновския семинар на С. А. Венгеров.
Единственият брак в живота му (1916) е с Елена (Лея) Тинянова (по баща Зилбер; сестра на Лев Зилбер и на Вениамин Каверин). Двамата имат едно дете, дъщеря – Инна Юриевна Тинянова (1916 – 2004).
От 1918 г. Тинянов е участник в ОПОЯЗ, където, редом до Виктор Шкловски, Борис Ейхенбаум и др. внася своя принос в създаването на научното литературознание („формалисткия метод“ в литературознанието). През 1919 г. защитава дипломната си работа „Пушкин и Кюхелбекер“ (безвъзвратно изгубена по време на Гражданската война; през 1934 г. Тинянов написва едноименна статия) и „остава в университета“ (което е нещо като съвременната докторантура).
През 1919 – 20 г. Тинянов преподава литература в средно училище, през 1919 – 1921 г. служи в Централното бюро на Съюза на комуните на Северната област, след това в Отдела за информация на петроградското бюро на Коминтерна, чете лекции в Дома на изкуствата и в Дома на литераторите.
През 1921 – 30 е професор в Института по история на изкуствата. През 20-те години Тинянов се налага като литературовед и литературен критик, публикува книгите си „Достоевски и Гогол (към теория на пародията)“ (1921), „Проблемът за стихотворния език“ (1924), най-внимателно обмисления му теоретичен труд, сборник със статии върху литературния процес от първата трета на XIX в. „Архаисти и новатори“ (1929), а също и многобройни статии, които така и не влизат в издадените му приживе книги.
По същото време започва да пише художествена проза (дебютира през 1925 г. под псевдонима Юзеф Мотль в кн.26 – 27 на сп. „Ленинград“; веднага следват романите „Кюхля“ (1925) и „Смъртта на Вазир Мухтара“ (1928), разказът (всъщност малката повест) „Подпоручик Киже“ (1927), но заедно с това и да превежда Хайнрих Хайне, а и да пише сценарии за кинофилми („Шинел“ (1926), „СВД“ (1927; в съавторство с Юлиан Оксман). Постепенно писането на художествена проза се превръща в негова втора професия.
Към края на 20-те години множествената склероза, от която Тинянов страда от младежка възраст, довежда до частична загуба на работоспособността му. През 30-те години прогресиращата болест, заедно с гоненията на „формалистите“, донякъде намалява научната му активност и я пренася от теоретичното в историко-литературното русло. През това десетилетие излизат романът му „Пушкин“ (1936, ч. 1 и 2), повестта „Восъчната персона“ (1930), разказите „Черниговският полк чака“ (1932) и „Малолетният Витушишников“ (1933), още два тома с преводи на Хайне. Тинянов взима активно участие в подготовката на книгите от „Библиотека поэта“, превръщайки се след смъртта на Максим Горки на практика в неин главен редактор.
Втората световна война Тинянов посреща в състояние на инвалид. Но продължава до смъртта си да работи над третата част на своя последен роман („Пушкин“, незавършен) и да пише разкази (в течение на войната в провинциални издания са отпечатани поне три негови разказа).
Юрий Тинянов умира през декември 1943 г., връщайки се в Москва след евакуацията. Погребан е на Ваганковското гробище.

## Признание
- Носител е на Орден на Трудовото червено знаме (1939).
- В гр. Резекне през 1981 г. педагогът Анна Уланова създава музей на писателя, а от началото на 80-те години се организират Тиняновски четения, посветени на паметта на Тинянов.

## Идеи и научни приноси
В духа на заниманията на формалистите с литературата в синхроничен план Юрий Тинянов работи върху проблема за „литературността“. За целта той използва понятията „система“ и „функция“:
| „ | „Съотнесеността на всеки елемент на литературното произведение като система с другите и всъщност с всяка система аз наричам конструктивна функция на дадения елемент. (...) Елементът се съотнася: от една страна, на редица подобни елементи на други произведения системи, и дори други редове, а от друга страна, с други елементи на дадената система (автофункция и синфункция).“ | “ |

Едно от ключовите понятия на Тинянов е „литературната еволюция“. Ето как я описва синтезирано в статията си „Литературният факт“:
| „ | „Ето че при анализа на литературната еволюция се натъкваме на следните етапи: 1) по отношение на автоматизирания конструктивен принцип диалектически се появява противоположен конструктивен принцип; 2) започва прилагането му – конструктивният принцип търси най-лесното си приложение; 3) разпространява се върху максимално голям брой явления; 4) автоматизира се и предизвиква появата на противоположни конструктивни принципи.“ | “ |

## Художествено творчество
Систематичната му професионална работа като писател започва през 1924 г., когато Тинянов, ангажиран (заради комерсиална поръчка, уредена му от Корней Чуковски) за изготвянето на популярна брошура, посветена на лицейския другар на Пушкин, а след това декабрист и каторжник Вилхелм Кюхелбекер, неочаквано създава за него роман („Кюхля“). На романа, написан достатъчно неравно, но оставащ си един от образците, възпроизвеждащи „духа на епохата“ в белетристиката, е съдено да се окаже флагман на жанра на „съветския исторически роман“, изискван от конюнктурата. Само че самият роман не е конюнктурен в ни най-малка степен и се преиздава и чете и осемдесет години след първото си издание.
Следващият роман на Тинянов е „Смъртта на Вазир Мухтара“ (1928), посветен на последната година от живота на Александър Грибоедов.
Година преди това Тинянов публикува първата от поредица творби („исторически повести“), които могат да бъдат наречени в еднаква степен и големи разкази, и малки повести – „Подпоручик Киже“ (1927), последвана от „Восъчната персона“ (1930) и „Малолетният Витушишников“ (1933). Автор използва за първите две от тях материал от епохи, далечни на началото на XIX век, което вече се е превърнало в „център на привличане“ на мнозинството както от научните трудове, така и на художествените творби на Тинянов (действието им се развива по време на управлението на императорите Павел I, Петър I и Николай I).
В тези неголеми по обем и изчистени по форма творби са съчетани историческата стилизация на езика (включително и елементи на сказовост, особено във „Восъчната персона“) с тънко пародиране на „социологическата проза“, която е сериозно разпространена в съветската литература от 20-те и началото на 1930-те години (донякъде това се отнася и за миниатюрните зарисовки, публикувани през 1930 г. под заглавието „Исторически разкази“).
Според публикувания от Н. Л. Степанов списък (датиран към 1932 г.), Тинянов имал идея за свои „събрани съчинения“, които трябвало да съдържат, наред с написаните „Кюхля“, „Смъртта на Вазир Мухтара“, историческите повести, а и незавършените романи „Пушкин“ и „Ханибалови“ (текст, започнат, но изоставен от Тинянов), още редица текстове. В списъка присъстват „Граф Сардински“ (за Дмитрий Хвостов, известна фигура в литературния свят, графоман от края на XVIII и началото на XIX век), „Евдор“ (по всяка вероятност за Павел Катенин), „Капитан Шишков 2-ри“ (за поета и огнена глава Александър Шишков), „Мулето от Оверн“ (за Жилбер Ром; запазена е чернова, по мотиви от която е написан късният разказ на Тинянов „Гражданинът Очер“), „Сандуновските бани“, „Момъкът Сифил“, „Иван Барков“, „Загуби“.
Намалената заради болестта работоспособност и ранната смърт на Тинянов попречват да се осъществи по-голямата част от този план. Знаейки, че е болен от неизлечима болест, той се посвещава да завърши най-амбициозното произведение на своя живот – романа „Пушкин“, грандиозна епопея за раждането, живота и смъртта на националния поет.
Освен това, както се твърди в спомените на съвременниците, Тинянов е майстор на устния разказ и актьорската пародия. Ираклий Андроников се позовава на Тинянов като на неподражаем образец на този жанр, който самият Андроников впоследствие популяризира по телевизията.

## Художествени произведения

### Романи
- Кюхля (1925)
- Смерть Вазир-Мухтара (1928)
- Пушкин (незавършен)

### Избрани повести и разкази
- Подпоручик Киже. 1927.
- Восковая персона. 1930.
- Малолетный Витушишников. 1933.

### Избрани преводи
- Хайнрих Хайне. Сатиры. 1927.
- Хайнрих Хайне. Германия. Зимняя сказка. 1933.
- Хайнрих Хайне. Стихотворения. 1934.

## Научни трудове и литературна критика

### Монографии
- Достоевский и Гоголь (к теории пародии). 1921.
- Проблема стихотворного языка. Л., 1924.
- Архаисты и новаторы. 1929.

### Сборници със статии
Академично издание на събраните съчинения на Тинянов не е осъществено, но статиите му са събрани след смъртта му в следните сборници:
- Пушкин и его современники. М.: Наука, 1969.
- История литературы. Критика. СПб.: Азбука-классика, 2001.
- Литературная эволюция: Избранные труды. М.: Аграф, 2002.